# Тахмасп I
Тахма́сп I (* 3 березня 1514, Ісфаган, Персія — †14 травня 1576, Казвін, Персія) — шахиншах Персії (1524-1576) з династії Сефевідів, син Ісмаїла I.

## Біографія
На престол сів 10-річним хлопчиком, став знаряддям в руках вождів кизилбашських племен. З роками, вступивши в боротьбу з ними, дещо укріпив центральну владу.
Приєднав до Сефевідської держави Ширван (1538), Шекі (1551).
У 1544 році допоміг Великому Моголу Хумаюну повернути трон, за що отримав Кандагар. Вів довготривалу війну з Османською імперією (1534-1555). Одночасно майже безперервно воював у Хорасані з узбецькими ханами.
У 1565 році скасував податок тамгу.
Помер 14 травня 1576 року в Казвіні.